# Manuel Villamil Blanco
Manuel Villamil Blanco (Chile, siglo XIX-Santiago de Chile, 5 de noviembre de 1909) fue un político chileno, que se desempeñó como Ministro de Guerra y Marina y embajador de ese país en el Imperio del Brasil. 

## Biografía
Villamil Blanco fue hijo de Juan Santos Villamil Rada y Mercedes Blanco Gana; y nieto del presidente Manuel Blanco Encalada. Se casó con Teresa Orrego Carvallo. Estudió en el Colegio San Ignacio. 

## Carrera
Fue miembro de la fracción monttvarista, para luego  formar parte del Partido Radical.
Fue gobernador de Illapel 1874. Se desempeñó como Secretario en la misión diplomática de Demetrio Lastarria a Brasil y Uruguay. 
En 1882 fue Subsecretario del Ministerio del Interior; Ministro plenipotenciario en Brasil en 1888 y Ministro de Guerra y Marina del 7 al 8 de agosto de 1893, cargo que reasumió del 10 de agosto al 6 de octubre de 1893.
Fue electo diputado por Chillán desde 1882 hasta 1885; y por la La Serena entre 1885 y 1888.
Falleció en Santiago, el 5 de noviembre de 1909.